# Abradatas
Abradatas (zm. 547 p.n.e.) – książę i władca perskiej krainy Suzjany.

## Życiorys
Walczył przeciwko  Cyrusowi II Wielkiemu stając po stronie króla medyjskiego Astyagesa. Za namową swej żony
Pantei przeszedł na stronę króla Persji Cyrusa II Wielkiego.
Zginął w 547 p.n.e. w bitwie nad rzeką Halys z wojskami lidyjskiego króla Krezusa, który wystąpił przeciwko królowi Persji za przetrzymywanie jego szwagra Astyagesa w niewoli.
Abradatas został uwieczniony w dziele Ksenofonta Cyropedia. Władca, którego imię spotyka się też często w wersji Abradates, i jego żona Pantea są bohaterami wielu utworów literackich. Geoffrey Chaucer wspomina ich w Opowieściach kanterberyjskich. Edwin Atherstone napisał poemat białym wierszem Abradates i Panthea.